# Saint-Aignan (Loir-et-Cher)
Saint-Aignan é uma comuna francesa na região administrativa do Centro, no departamento de Loir-et-Cher. Estende-se por uma área de 18,48 km². Em 2010 a comuna tinha 2 934 habitantes (densidade: 158,8 hab./km²).